# لابینا میتوسکا
لابینا میتوسکا (به انگلیسی: Labina Mitevska) (زاده ۱۹۷۵) بازیگر اهل مقدونیه است.
از فیلم‌هایی که وی در آن نقش داشته‌است می‌توان به من تو را می‌خواهم و به سارایوو خوش‌آمدید اشاره کرد.